# أماندا سترانج
أماندا سترانج (بالفرنسية: Amanda Strang) المعروفة أيضًا بإسم أماندا إس (مواليد 21 يناير 1980 في فرنسا) هي ممثلة ومغنية ومقدمة عارضة الأزياء الفرنسية ونموذج أزياء سابقة.

## روابط خارجية
- أماندا سترانج على موقع IMDb (الإنجليزية)
- أماندا سترانج على موقع قاعدة بيانات الفيلم (الإنجليزية)